# Kohl's
Kohl's è una catena di negozi al dettaglio statunitense, gestita dalla Kohl's Corporation. A dicembre 2021 è la più grande catena di grandi magazzini degli Stati Uniti d'America, con 1 162 sedi, che gestisce negozi in ogni stato degli Stati Uniti ad eccezione delle Hawaii.
L'azienda è stata fondata dall'immigrato polacco Maxwell Kohl, che ha aperto un negozio di alimentari all'angolo a Milwaukee, nel Wisconsin, nel 1927. È diventata una catena di successo nell'area locale e nel 1962 l'azienda si è ramificata aprendo il suo primo grande magazzino. La British American Tobacco Company ha acquisito una partecipazione di controllo nella società nel 1972 mentre era ancora gestita dalla famiglia Kohl e nel 1979 ha trasferito la proprietà alla sua divisione statunitense, BATUS Inc. Nel 1986 un gruppo di investitori (gli alti dirigenti dell'azienda) ha acquistato la società e l'ha resa pubblica nel 1992.
Kohl's ha sede nel sobborgo di Milwaukee di Menomonee Falls, nel Wisconsin. La società è quotata sia sul S&P 400 che sulla Fortune 500

## Storia
Maxwell Kohl, che aveva gestito negozi di alimentari tradizionali dal 1927, costruì il suo primo supermercato nel 1946, il primo di quella che sarebbe diventata una catena del sud-est del Wisconsin nota come Kohl's Food Stores. Nel settembre 1962, dopo aver trasformato Kohl's Food Stores nella più grande catena di supermercati nell'area di Milwaukee, Kohl aprì il suo primo grande magazzino a Brookfield, nel Wisconsin. Ha posizionato Kohl's tra i grandi magazzini di fascia alta e i discount, vendendo di tutto, dalle caramelle all'olio motore alle attrezzature sportive.
Nel 1972, la divisione al dettaglio statunitense della British American Tobacco Company, Batus Inc., acquistò una partecipazione di controllo nella Kohl's Corporation, che all'epoca gestiva 50 negozi di alimentari, sei grandi magazzini, tre drugstore e tre negozi di liquori. La famiglia Kohl, guidata da Allen Kohl e Herb Kohl, continuò a gestire l'azienda. Herb Kohl lasciò la direzione nel 1979, alla fine divenne senatore degli Stati Uniti e proprietario dei Milwaukee Bucks. L'azienda ha poi ampliato la presenza di Kohl da 10 a 39 negozi in Wisconsin, Illinois e Indiana. I negozi di alimentari sono stati venduti a A&P nel 1983, operando sotto il nome di Kohl's Food Store, e successivamente Kohl's Food Emporium. Nel febbraio 2003, A&P ha messo in vendita i Kohl's Food Stores, come parte di uno sforzo per ridurre il debito. Nello stesso anno, A&P ha chiuso tutte le sedi di Kohl's Food Stores e la famiglia Kohl ha lasciato la gestione. 
Un gruppo di investitori, guidato dall'alta dirigenza, ha acquistato l'azienda nel 1986. Basandosi sui 40 grandi magazzini esistenti, l'azienda ha aggiunto altri 27 negozi nei due anni successivi. Nel 1988, la catena ha acquisito 26 sedi dal rivenditore MainStreet con sede a Chicago, ottenendo diversi negozi nei sobborghi di Chicago, nelle Twin Cities e nel Michigan. Kohl's ha completato la sua offerta pubblica iniziale il 19 maggio 1992 e ha iniziato a negoziare alla Borsa di New York con il simbolo KSS.